# Danita Angell
Danita Angell (Oregon, 26 marzo 1986) è una supermodella statunitense.

## Pubblicità
Vanta pubblicità anche per Missoni, Trussardi, Krizia, e Max Mara.

## Copertine
Le sue foto sono comparse anche su varie copertine di
- Vogue, nelle edizioni 
  - italiana[1]
  - e russa dell'aprile 2001[1]

## Sfilate
Ha sfilato anche per Missoni, Trussardi, Calvin Klein, Chanel, Christian Dior, Dolce & Gabbana, Fendi, Givenchy, Gucci, Jill Stuart, Louis Vuitton, Max Mara, Mila Schön, Moschino, Oscar de la Renta, Paco Rabanne, Prada, Ralph Lauren, Roberto Cavalli, Valentino e Vivienne Westwood, oltre che per Victoria's Secret nel 2000.